# 스탠다드 은행

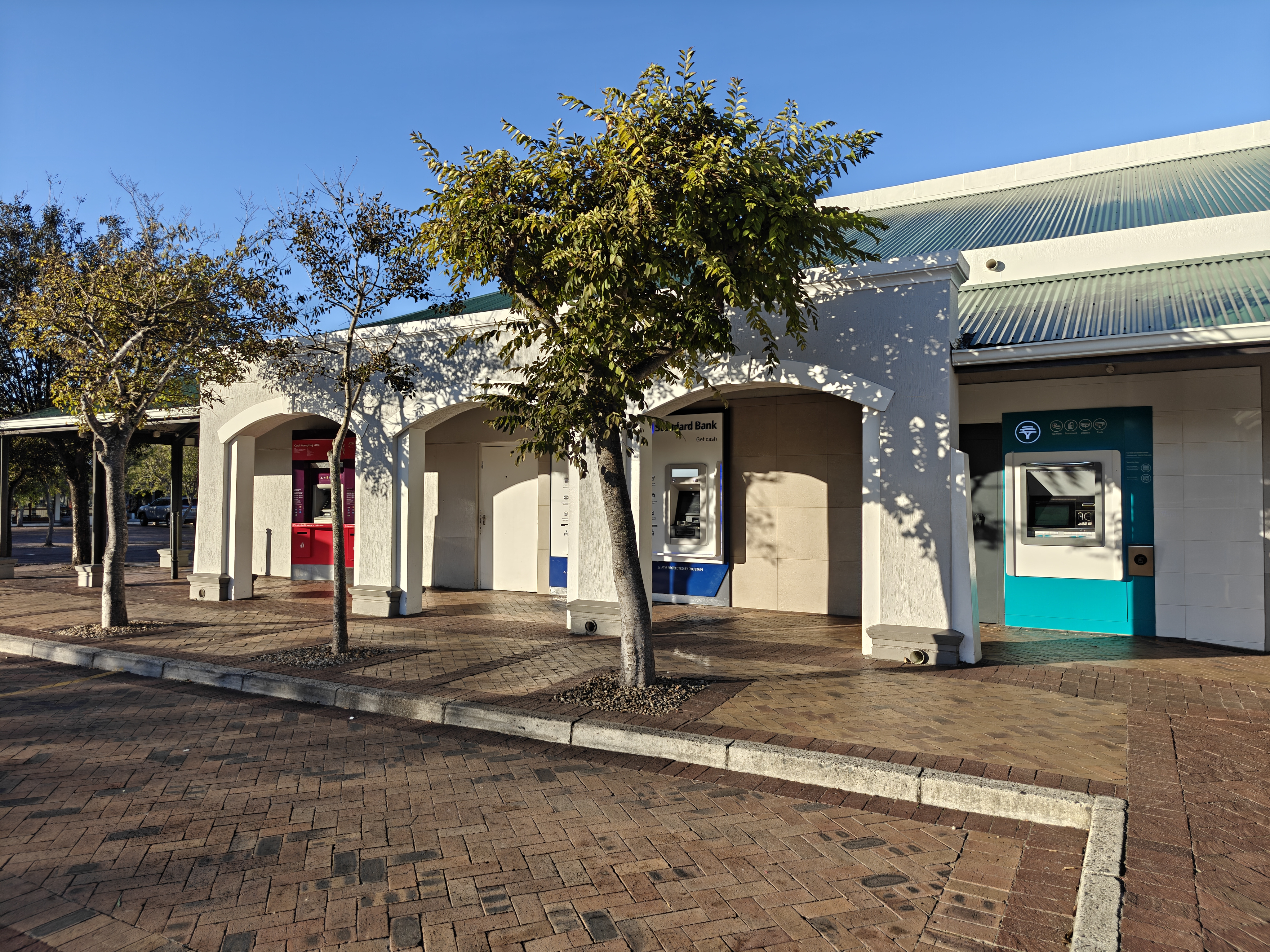
케이프타운 콘스탄티아에 있는 경쟁 남아프리카 주요 은행들 사이에 위치한 스탠다드 은행 현금 자동 입출금기

스탠다드 은행 (공식 명칭 스탠다드 은행 그룹 리미티드)은 아프리카 최대 은행이자 자산 기준 대륙 최대 대출 기관이다.
이 회사의 본사 스탠다드 은행 센터는 하우텡주 요하네스버그에 위치한다. 이 은행은 20개 이상의 사하라 이남 아프리카 국가, 4개의 글로벌 센터, 2개의 역외 허브에 지점을 두고 있으며, 총 26개국에서 운영 중이다.

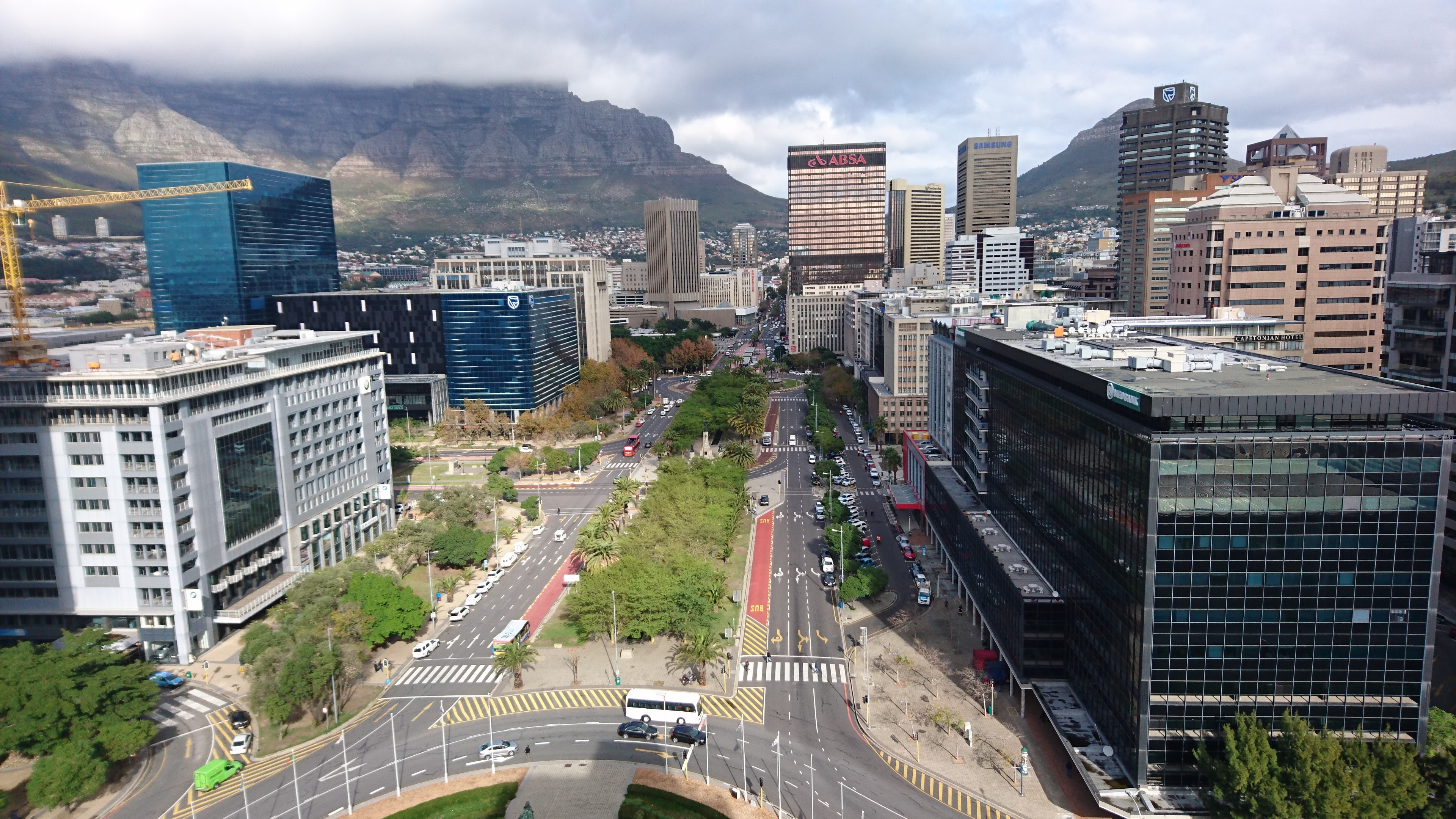
케이프타운 포어쇼어의 헤렌흐라흐트 거리에 있는 스탠다드 은행 웨스턴케이프주 지역 사무소(왼쪽 뒤)

## 역사
현재 스탠다드 은행으로 알려진 이 은행은 1862년 영국 해외 은행인 스탠다드 은행의 남아프리카 자회사로 더 스탠다드 뱅크 오브 남아프리카라는 이름으로 설립되었다.
이 은행의 기원은 1862년으로 거슬러 올라간다. 저명한 남아프리카 공화국 정치인 존 패터슨이 이끄는 사업가 그룹이 런던에 은행을 설립했으며, 처음에는 스탠다드 뱅크 오브 브리티시 남아프리카라는 이름으로 시작했다. 이 은행은 1863년 남아프리카 공화국 포트 엘리자베스에서 영업을 시작했고, 개점 직후 포트 엘리자베스 상업 은행, 콜스버그 은행, 브리티시 카프라리안 은행, 파우레스미스 은행을 포함한 여러 다른 은행들과 합병했다.
이 은행은 1867년 킴벌리 (남아프리카 공화국)의 다이아몬드 광산 자금 조달 및 개발에 중요한 역할을 했다. "브리티시"라는 단어는 1883년에 삭제되었다. 비트바테르스란트에서 금이 발견되자 은행은 북쪽으로 확장하여 1886년 10월 11일 페레이라스 캠프(이후 요하네스버그로 불림)의 텐트에서 영업을 시작했으며, 이로써 비트바테르스란트 금광에 지점을 개설한 최초의 은행이 되었다. 1901년 11월 1일에는 요하네스버그 엘로프 거리에 두 번째 지점이 개설되었다.

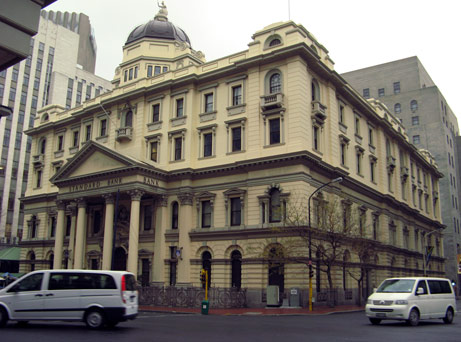
케이프타운 아델리 스트리트의 스탠다드 은행

1962년까지 영국 은행은 공식적으로 스탠다드 뱅크 오브 남아프리카로 알려졌지만, 그 때까지 그 운영은 아프리카 전역으로 퍼져 있었다. 1962년에 남아프리카 운영이 자회사로 형성되자, 모회사는 스탠다드 뱅크 리미티드로 이름을 변경했고, 남아프리카 자회사는 모회사의 이전 이름을 사용했다.
1967년 스탠다드 뱅크 오브 남아프리카의 주식은 남아프리카 대중에게 제공되었지만, 영국 모회사는 주식의 80% 이상을 보유했다.
모은행은 1969년에 스탠다드차타드 은행과 합병하여 통합 은행은 스탠다드차타드 은행으로 알려지게 되었다. 1969년 스탠다드 은행 투자 법인(현재 스탠다드 은행 그룹)이 남아프리카 은행의 지주 회사로 설립되었다. 1970년대와 1980년대에 걸쳐 스탠다드차타드는 점차 지분을 줄였고, 1987년에 스탠다드 은행 그룹의 나머지 39% 지분을 매각하여 지주 회사의 완전한 소유권을 남아프리카 투자자, 특히 리버티 라이프(및 그 계열사)에 넘겨주었으며, 후자는 1999년까지 회사의 주요 주주였다.
2019년 3월, 스탠다드는 아마존 웹 서비스로 운영을 전환한 아프리카 최초의 은행이 되었다.
2019년 3월, 은행은 91개 지점과 1200명의 직원을 감축한다고 발표했다. 이러한 결정은 셀프서비스 채널의 사용이 증가하고 지점 네트워크의 관련성이 낮아지는 추세 때문이었다.
2021년 7월, 스탠다드 은행은 남아프리카 보험 회사인 리버티 홀딩스 리미티드에 대한 지분을 54%에서 100%로 5억 9천 4백만 달러에 늘릴 것이라고 발표했다.

## 운영
2024년 현재, 스탠다드 은행은 20개 이상의 사하라 이남 아프리카 국가, 4개의 글로벌 센터 및 2개의 역외 허브에 지점을 두고 있다. 상위 100개 아프리카 은행의 총 자산 중 13%를 보유하고 있으며, 총 자산 R3.07조(약 1,660억 달러)로 가장 큰 은행이다.
또한 2024년에 이 은행은 1,610만 명의 개인 및 프라이빗 뱅킹 고객(이 중 400만 명은 디지털 뱅킹 이용)을 보유하고 있었다. 같은 해, 스탠다드 은행은 16개국에 걸쳐 816,000명의 기업 및 상업 뱅킹 고객을 보유하고 있다고 보고했다. 20개 기업 및 투자 뱅킹 국가에 걸친 고객 매출은 R506억이었고, 보험 및 자산 관리 부문은 1조 5천억 랜드의 관리 자산을 보유하고 있었다.
스탠다드 은행은 2024년에 1,168개의 지점과 5,562개의 현금 자동 입출금기를 운영했다. 같은 해, 고위직의 42%가 여성이라고 보고했다.

### 남아프리카 공화국
더 스탠다드 뱅크 오브 남아프리카 리미티드는 스탠다드 뱅크 금융 서비스 홀딩스 Pty Ltd(스탠다드 뱅크 보험 중개 Pty Ltd가 자회사로 포함됨), 스탠다드 오프쇼어 금융 회사 리미티드 아일 오브 맨, 다이너스 클럽 S.A. Pty Ltd를 운영한다.
2023년, 스탠다드 은행은 남아프리카 공화국 본국에 652개의 지점을 운영했으며, 33개를 더 추가할 계획이다.
남아프리카 소비자를 대상으로 거래 뱅킹, 프라이빗 뱅킹, 저축 및 투자 뱅킹, 신용 카드, 모기지, 차량 금융, 개인 대출 및 외환 서비스를 제공한다.

## 확장 및 인수

### 아프리카
1992년 이 은행은 8개 아프리카 국가에서 ANZ 그라인들레이즈 은행의 운영을 인수했다. 새로 인수한 은행 대부분은 아프리카에서 계속 운영되는 이전 모회사(현재는 경쟁사) 스탠다드차타드와의 혼동을 피하기 위해 스탠빅 은행으로 이름이 변경되었다. 1990년대에 아프리카에서 여러 은행이 더 인수되었고, 스탠빅이라는 이름을 채택했다. 스탠다드 은행은 현재 보츠와나, 콩고 민주 공화국, 가나, 케냐, 말라위, 나이지리아, 남수단, 탄자니아, 우간다, 잠비아 및 짐바브웨에서 스탠빅 은행이라는 이름으로 거래하고 있다.

#### 에스와티니
스탠다드 은행 에스와티니는 1988년에 문을 열었으며 오늘날 이 나라의 선도적인 상업 은행이다.

#### 코트디부아르
2014년 2월, 스탠다드 은행 그룹은 코트디부아르 아비장에 대표 사무소를 개설할 예정이며, 이는 은행 복합기업이 프랑스어권 서아프리카 시장에 진출하는 것을 의미한다. 코트디부아르는 스탠다드 은행이 자회사를 보유한 19번째 아프리카 국가가 된다.

#### 말라위
2001년 12월, 스탠다드 은행은 말라위 상업 은행의 지분 60.18%를 인수했다. 이 은행은 스탠다드 은행 말라위로 이름이 변경되었다.

#### 마다가스카르
마다가스카르에서는 이 그룹이 유니언 상업 은행에 의해 대표된다.

#### 모잠비크
스탠다드 은행 SARL ("SBM")은 오랜 역사를 가지고 있으며 현지 시장의 선두 주자 중 하나로 간주된다. 모잠비크에서 120년 동안 이미 활동 중이다. 네트워크의 스탠다드 은행은 이 나라에서 가장 큰 규모 중 하나이다. 모잠비크의 모든 주요 도시와 마을을 44개 지점으로 커버한다.

#### 나미비아

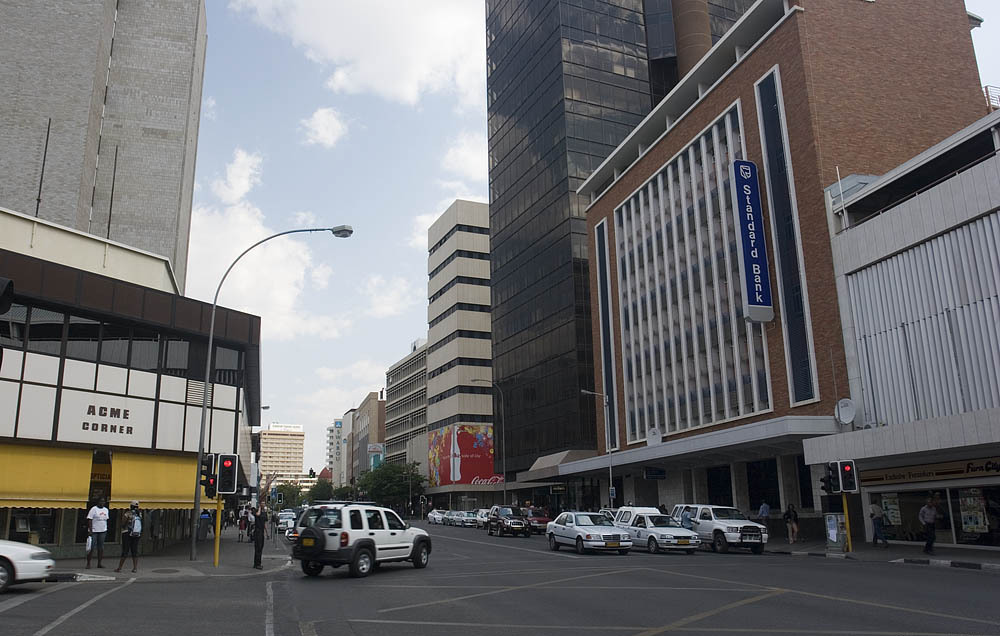
빈트후크의 스탠다드 은행

스탠다드 은행 나미비아는 법적 이유로 남아프리카 모회사와 대부분 분리되어 있다. 이 은행은 1915년 8월 19일 뤼데리츠에 첫 상업 지점을 개설하여 나미비아에 설립되었다. 나미비아에서 가장 큰 은행 중 하나이며 50개 이상의 지점에서 운영된다.

#### 나이지리아
2007년 8월 21일 스탠다드 은행 그룹은 IBTC 차터드 은행의 지배 지분을 인수했다. 국제 은행 & 신탁 회사 Plc와 차터드 은행 Plc의 합병으로 설립되었다. 이로 인해 자회사 스탠빅 IBTC 홀딩스는 나이지리아 시장에서 상당한 존재감을 확보했다.

#### 탄자니아

탄자니아 다르에스살람의 스탠빅 은행 건물

1995년, 이 은행은 메리디엔 BIAO 은행의 운영을 인수하고 스탠빅 은행 탄자니아 리미티드로 이름을 변경했다. 2012년 9월, 스탠빅 은행 탄자니아는 탄자니아 남서부의 새로 형성된 느좀베주 루데와 지역에 있는 음추추마 철광 및 리강가 석탄 채굴 프로젝트를 위해 30억 달러 상당의 자금을 확보했다.

#### 우간다
2002년, 스탠다드 은행은 당시 우간다에서 가장 큰 상업은행인 우간다 상업은행의 90% 지분을 인수하여 스탠다드 은행을 이 동아프리카 국가의 은행 부문에서 주요 주체로 만들었다. 그들은 은행 이름을 스탠빅 은행 (우간다) 리미티드로 변경했다. 2012년 12월년 기준, 스탠빅 은행 (우간다)은 여전히 우간다에서 가장 큰 상업은행이었으며, 국내 모든 은행 자산의 약 20%와 모든 은행 지점의 약 18%를 차지했다. 스탠빅 은행 (우간다) 리미티드의 주식은 우간다 증권거래소 (USE)에서 SBU 심볼로 거래된다. 스탠다드 은행 그룹은 약 80%의 지분을 유지한다.
2015년 스탠빅 은행은 스웨덴 대사관에서 전 대사관 직원의 개인 계좌로 송금된 돈과 관련된 사기 스캔들에 연루되었다.

#### 짐바브웨
스탠빅 은행 짐바브웨 리미티드는 짐바브웨에서 등록된 상업 은행으로 운영된다. 1992년 11월, 스탠다드 은행은 스탠빅 은행이라는 이름으로 짐바브웨에서 운영을 시작했다.

### 유럽

#### 영국
1990년대 초 이 은행은 런던에서 영업을 시작했으며, 스탠다드 은행 런던 리미티드는 1992년에 은행 면허를 취득했다.
2013년 7월, 스탠다드 은행이 런던 시장 사업부를 중국공상은행에 5억 달러 이상에 매각하기 위한 협상을 진행 중이라고 발표되었다. 2013년 11월, 스탠다드 은행은 런던 기반의 글로벌 시장 사업부의 지배 지분 매각 협상을 확인했다.
2014년 1월, 금융행위감독청(FCA)은 스탠다드 은행 PLC(스탠다드 은행)에 정치적 노출 인물(PEP)과 관련된 기업 고객에 대한 자금세탁 방지(AML) 정책 및 절차 미흡으로 7,640,400파운드의 벌금을 부과했다.
2007년 12월 15일부터 2011년 7월 20일까지 스탠다드 은행은 자금세탁 규정 20(1)을 준수하지 못했는데, 이는 AML 정책의 모든 측면이 PEP와 관련된 기업 고객에게 적절하고 일관되게 적용되도록 합리적인 주의를 기울이지 못했기 때문이다.

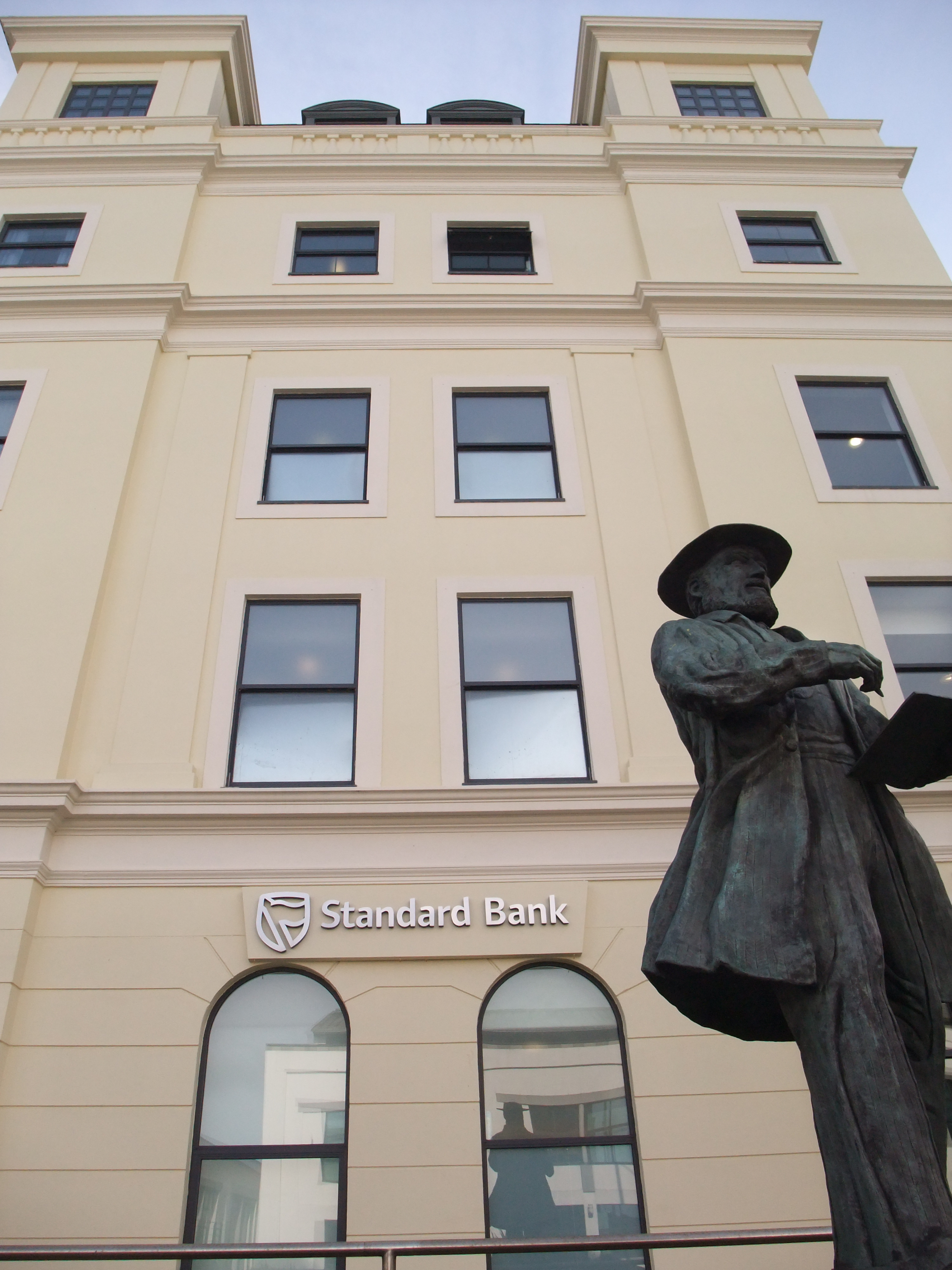
아일 오브 맨 더글러스 프로스펙트 힐, IM1 1SB의 맨섬 시인 T.E. 브라운 동상

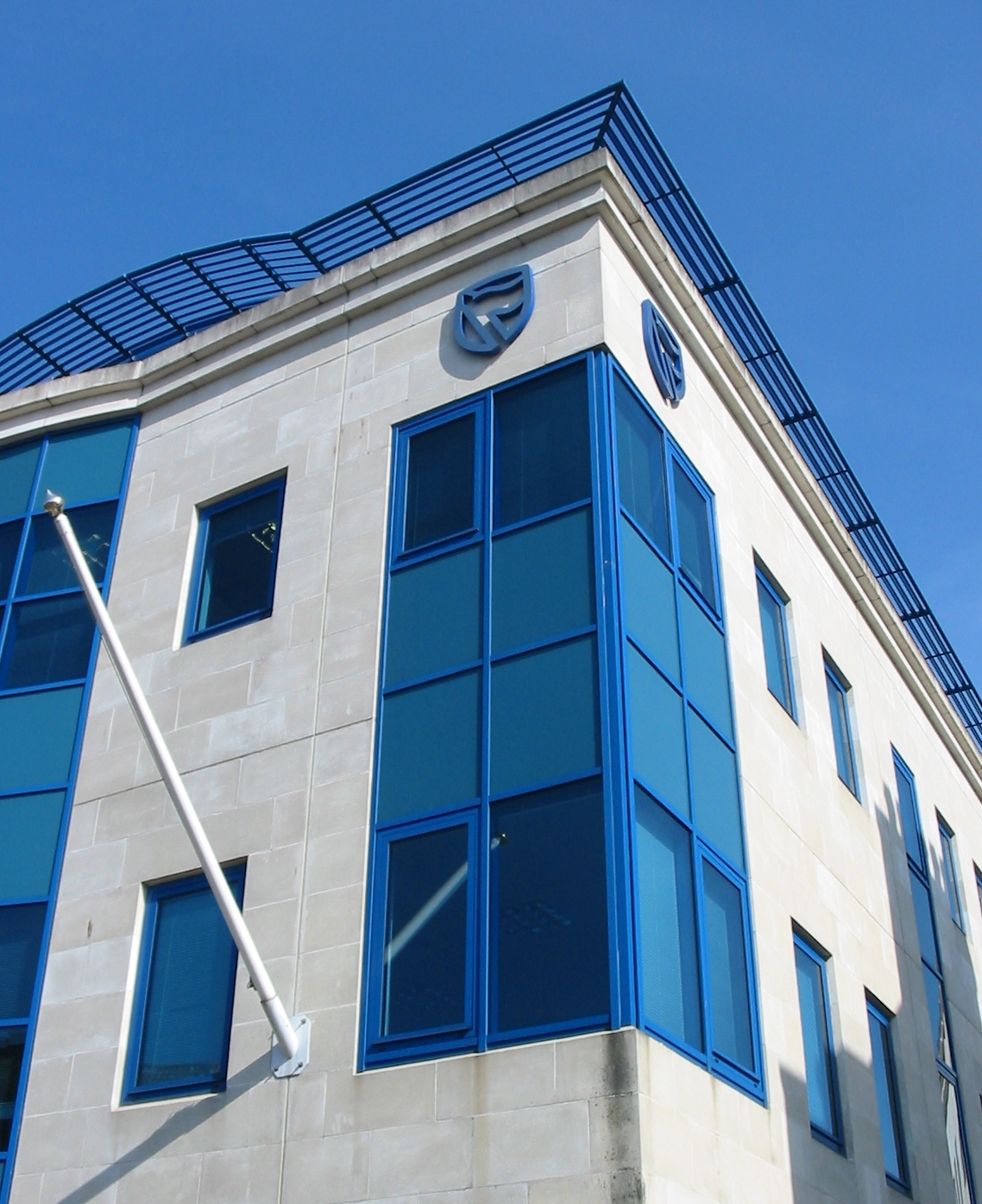
저지섬의 스탠다드 은행

#### 튀르키예
2007년 8월, 스탠다드 은행 그룹은 튀르키예 은행 Dundas Ünlü Securities의 67% 지분을 인수했으며 현재 튀르키예에서 Standard Ünlü라는 이름으로 운영된다. 이 은행은 2012년 4월에 지분을 25%로 매각했으며 이후 튀르키예 자회사는 위늘류 & Co.로 이름이 변경되었다.

#### 러시아
2009년 3월 6일, 스탠다드 은행은 러시아의 두 번째로 큰 투자 은행인 트로이카 다이얼로그의 33%를 인수할 계획을 발표했다. 러시아에서 가장 오래된 증권 중개 회사였던 트로이카는 스탠다드 은행의 러시아 은행 사업부를 인수했으며, 추가로 '전환 대출' 형태로 2억 달러의 현금을 받았다. 스탠다드 은행의 두 임원이 트로이카의 6인 이사회에 합류했다.
2011년 3월, 자본 및 자산 규모로 러시아 1위 은행인 스베르방크는 트로이카 다이얼로그를 인수했고 스탠다드 은행에 트로이카의 36.4% 지분에 대해 3억 7200만 달러를 지불했다.

### 아르헨티나
2006년 스탠다드 은행은 뱅크보스턴 아르헨티나 지점을 인수하여 이 나라로 사업을 확장했다.
2012년 중국공상은행이 지분 80%를 인수했다. 2013년 4월 리브랜딩이 이루어졌다.

## 스탠다드 은행에 대한 투자

### 중국 은행과의 대출 거래
2009년 9월 11일 중국공상은행, 중국공상은행(마카오), 중국은행, 국가개발은행, 중신은행이 스탠다드 은행에 10억 달러 규모의 클럽론을 시작했다.

### ICBC 거래
2007년 10월 중국공상은행은 스탠다드 은행 지분 약 20%를 55억 달러에 인수했다. 지분의 절반은 ICBC가 기존 주식을 인수하여 확보했고 절반은 신주 발행을 통해 확보했다. ICBC는 또한 이사회에 두 자리를 차지하게 된다.

## 은행 수수료
2005년 스탠다드 은행은 남아프리카에서 가장 낮은 은행 수수료를 가진 것으로 평가되었다. 2010년에는 상황이 바뀌어 Finweek의 남아프리카 은행 수수료 검토에서 스탠다드 은행이 국내에서 가장 높은 은행 수수료를 가진 은행 중 하나로 평가되었다. 아프리포럼의 보고서는 스탠다드 은행이 압사 은행과 함께 국내에서 가장 높은 은행 수수료를 가진다는 입장을 확인했다.

## 고객 서비스
2015년과 2016년 남아프리카 고객 만족 지수(SAcsi)는 스탠다드 은행이 고객 서비스 측면에서 남아프리카 은행 중 가장 낮은 평가를 받았다. 이 지수에서 전반적인 움직임은 이전 평가보다 약간 하락하는 추세를 보였다.
스탠다드 은행의 고객 만족도는 2019년 75.3%에서 2020년 77.7%로 2.4% 증가했다.

## 같이 보기
- CfC 스탠빅 홀딩스
- 스탠빅 IBTC 홀딩스
- 스탠빅 은행 우간다
- 알레윈 버거 전 최고운영책임자

## 참고 문헌
- Amphlett, George Thomas (1914). 《History of the Standard Bank of South Africa ltd., 1862-1913》. Glasgow, Printed by R. Maclehose.